# Ingress
Ingress（中文译为虛擬入口或浸视界），是一款基于地理位置的大型多人侵入式虚拟现实游戏。由Niantic Labs开发，於2012年11月16日开始在Android平台進行測試，于2013年12月15日正式發布。2014年7月15日登陆iOS平台。

## 故事背景
遊戲的故事背景是一群歐洲科學家偶然發現某種神秘的能量XM（Exotic Matter），这一能量的来源和用途无人知晓，研究人員認為可以開發並善用這能量，但另一方面卻擔心這樣的能量会影响人們的思考甚至被能量本身奴役。
遊戲中有兩大主要陣營，這兩大互相爭奪主控權的全球性組織分別是「反抗軍」和「啟蒙軍」。“啟蒙军”（Enlightened，以綠色标示）陣營希望能接納這股「神秘的能量XM」，並相信這股能量能賜予人類進步與改革，其追隨者相信神秘的能量會催生影響重大的「啟蒙運動」，使全人類進化。另一派“反抗軍”（Resistance，以藍色标示）陣營則奮力捍衛並守護僅存的人性，有些人認為他們對於變化或進步感到畏懼，但反抗軍堅信這一切都是為了保護人類。遊戲的玩家被稱為特工（Agent），兩個陣營互相角力，爭奪控制真實世界中的地標性建築或雕塑等Portal（譯作“能量塔”）。

## 遊戲內容
遊戲內容和真實世界的地理狀況結合，遊戲會透過手持裝置的GPS、AGPS以及Wi-Fi資訊確認玩家的位置，而玩家可以透過遊戲的掃描器（Scanner）介面看到自身周圍的能量塔、XM或物品。遊戲地圖上各處散落著白色亮点，代表XM所在的位置，玩家在接近XM時會自動收集，而對能量塔進行任何操作均需耗用XM。能量塔主要是各種建築、雕塑、藝術品等，玩家需親自持手機接近這些能量塔，進行部署（Deploy）、入侵（Hack）、補充能量（Recharge）、發射XMP等動作。玩家在遊戲中的目標是透過連接多個本陣營控制的能量塔，建立控制場（Control Field），覆蓋最多的“Mind Units（MUs）”。

### Portal
在遊戲中，全球各处存在著大量能量塔（Portal），可以在游戏软件中察看。能量塔都与实际地标关联，並且位在可被公眾探訪且步行能抵達的地點，例如：雕塑、壁画、公共艺术、喷泉、艺术涂鸦、图书馆、教学楼、水塔、邮局、纪念馆、宗教建筑、地铁站；醒目的建筑和独特的当地企业；国家公园、露营地、主题公园的入口等。根据当前控制能量塔的阵营不同，能量塔会呈现出不同的颜色：启蒙军阵营控制时为绿色，反抗军阵营控制时为蓝色，无人控制时为灰色，雙方的玩家都可以佔領這些灰色的能量塔。

#### Portal的申请
除了遊戲中已經存在的能量塔，玩家亦可以提交申請以將新的能量塔納入Ingress。2015年9月3日，NIA Ops的Google+頁面發佈了新能量塔的提交功能即日起被暫停的消息。從2017年開始，逐步通過增加申請條件限制恢復新能量塔的提交功能，例如2017年4月22日仅限于韩国和巴西玩家开放申请Portal。2017年9月26日全面开放有条件申请，并開放OPR（Operation Portal Recon）系统以允许部分符合級別的玩家參與新能量塔提交的審核工作。Niantic对重新开放的申请条件加以限制：
- 10级及以上的玩家才能申请
- 每位特工在 14 天的周期内最多可以申请 14 个 Portal，每个 Portal 申请的配额将会拥有独立的 14 天冷却时间[15]

#### Portal的作用
在遊戲中，玩家對能量塔最基本的操作是入侵（Hack），入侵一個能量塔可以讓玩家獲得遊戲物品。遊戲物品包含了共振器（Resonator）、XMP炸彈（XMP Burster）、能量方塊（Power Cube）、各種模組（Modification，可以用來強化能量塔的物品）、鑰匙（Portal Key）、储存胶囊（Capsule）、媒體（Media）等。共振器和炸彈有著從L1到L8八個等級，玩家必須達到對應的等級才能使用較為高級的物品，而高等級的物品會比低等級的物品強大。玩家在遊戲中的動作通常會讓他獲得AP（Action Point），玩家在累積了一定的AP以後，就會升級（從L1到L8），並因此可以使用等級更高的遊戲物品。在1.51.0版本過後，遊戲開放玩家等級上限為L16，L9到L16的升級需求不僅需要AP，還需要收集到足夠的成就徽章方能達到升級的門檻。

### 连結（link）和控制场（Field）
遊戲的目的是爭奪能量塔並製造控制場（Control Field），以獲取Mind Units。玩家可以使用炸彈（XMP）攻擊敵方能量塔，削弱目標據點共振器的能量值，要是一個共振器失去全部能量，它就被摧毀了。如果全部的共振器都被摧毁，能量塔就會轉為中性（Neutral），玩家接著可以放置最多八個共振器控制該能量塔。另外，共振器的能量每天都會下降，而玩家可以替他充能（Recharge）以使其保持較高的能量，以免敵人輕易摧毀這些共振器。除了在能量塔旁邊直接替它充能，玩家若持有一條能量塔的鑰匙亦可在一定距離外替它充能，只是充能效益（Recharge Efficiency）會隨玩家與能量塔的距離有所衰減。
當兩個能量塔都已擺滿八個共振器，而玩家同時持有目標的鑰匙、目標在所在能量塔的覆蓋範圍之內、不在任何一个Field（该Portal作为顶点的情况除外）内、路径内没有其他的Link这几个条件全部达成，就可以在兩個能量塔間建立連結（Link）。如果玩家在遊戲中使三個能量塔連成三角形，就會產生一個控制場（Control Field）。控制場會讓玩家的陣營獲得Mind Units（MUs），MUs的数量与Field所覆盖范围的人口密度与Field大小有关，玩家在局勢 （Intel）標簽下可以查看兩大陣營各自累積了多少MUs。
当Portal因为被攻击/能量丧失等原因导致剩下3个以及3个以下的Resonator时，该Portal所连接的所有Link将会失效，同时以其为顶点的Field也会失效。且有几率掉落向外连接的Link的目标的Portal Key。
由于三角形潜在的相互嵌套的几何性质，玩家可依照特定的连结顺序，建立多重控制场 ，在同一区域获取多倍的 AP 值。 玩家也能够利用 Ingress 情报地图（Ingress Intel Map）查看区域乃至世界的连结及控制场布局，规划战略。

## 社群互动
Ingress官方及社群为了加强玩家互动，组织了一系列官方、半官方活动。

### XM异常事件[7]
XM Anomaly（XM 異常），XM 濃度非常高的時期，兩個陣營的玩家爭奪一組 Portal 的控制權，為自己的隊伍贏得分數。異常事件通常發生在幾個星期之中，不同的事件發生在世界各地的主要城市。異常位置被分為兩類：主要站點和衛星站點。Niantic 員工和 Ingress 故事人物經常出席主要站點。主站點授予的分數通常比衛星站點多。XM 異常事件的結果往往影響 Ingress 背景故事的未來事件。

#### 地面戰
地面戰（Cluster Ground Fight）是傳統的 XM Anomaly 玩法。每一日活動一般會有四輪賽事，各有指定的場地。事前一個星期左右，官方會先公布每一個場地包括哪些  Portal。每一輪賽事之間相隔一個小時，每一輪的戰鬥時間是十分鐘，通常就是整點 0 分至整點 10 分。戰鬥時間十分鐘內任何一刻都有可能是計分的一刻，所以雙方在期間都竭力爭先，在計分的那一剎那，每一個 Portal、每一條 Link、每一個 Control Field 通通都會列入陣營的分數，總和分數較高的陣營獲勝。戰鬥完結剩下的五十分鐘供玩家重整旗鼓，前赴下一個場地備戰。

#### 碎片戰

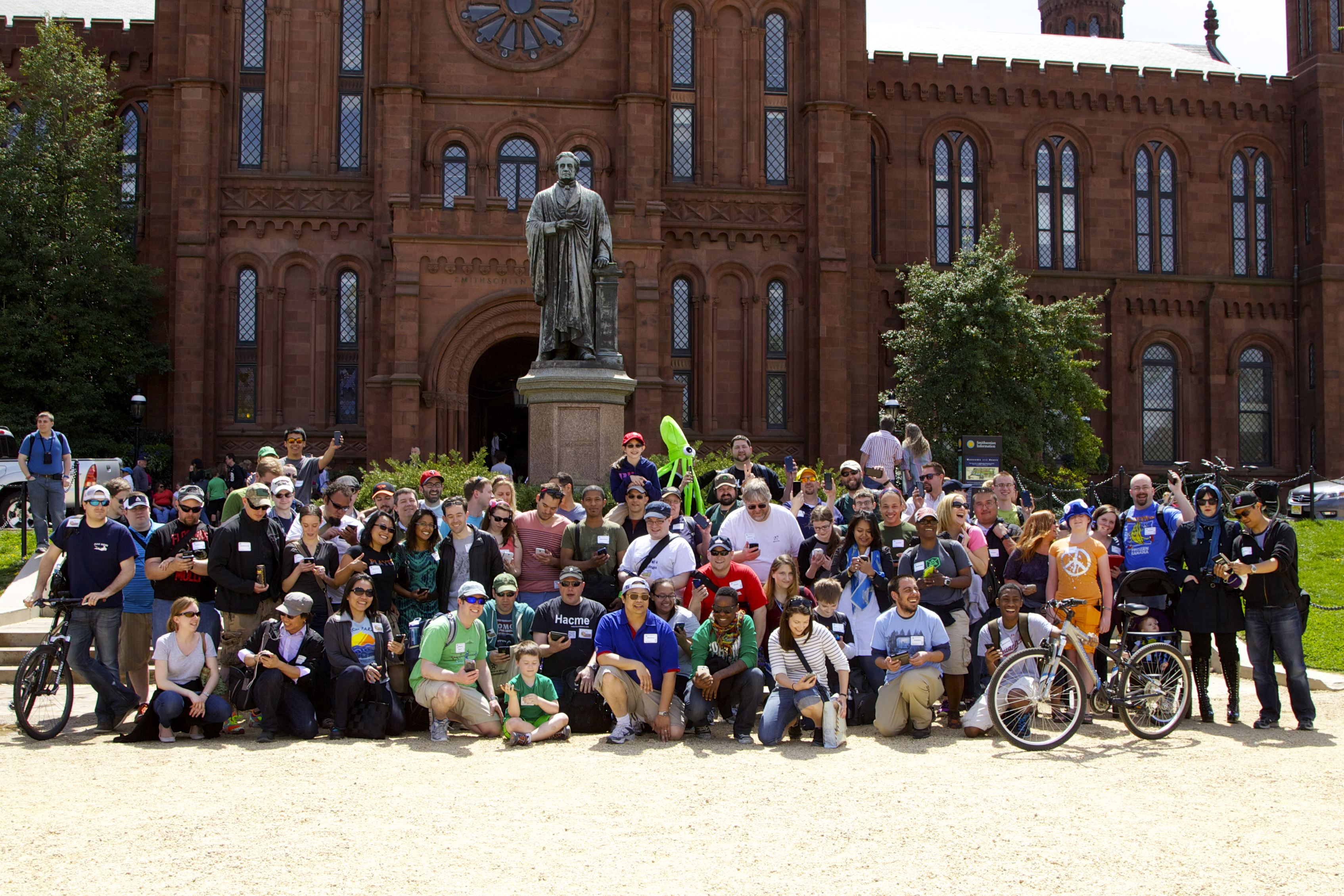
2013年春华盛顿特区跨阵营聚会

碎片戰（Flash Shard、Shard Games） 是另外一種 XM Anomaly 玩法。每個場地都會有指定數量的 Shard 分佈在當地不同地方（Shard 的數目必定可被 4 整除）。各陣營需要把最多的 Shard 送到自己的球門 Portal內才能獲勝。前一個星期左右，官方會先公布每一個場地的 Flash Shard 的範圍（不包括 Portal）。活動開始時會決定雙方球門 Portal 和分發第一批的 Shard，40分鐘後，Shard 會每 15-20 分鐘跳動一次，而每一小時都會有新一批 Shard 分發（部分場地或會增加球門 Portal），直到第四批（最後一批）為止。約 5 小時後，Shard會停止跳動，活動亦告結束。

### Ingress First Saturday （IFS）
每月第一个周六举行的跨阵营活动，由本地玩家社群自行组织。

### NL-1331
由名为November Lima（NL-1331）车辆（该车辆亦是一处移动的能量塔）在全世界巡回访问各城市，并在所经之地举行的官方社群聚会。参与聚会者可以获得对应徽章。

### 任务日（Mission Day）
由官方或與各地旅遊部門合作組織的任務活動，参与者需要在规定时间内（通常是當天當地時間凌晨起至傍晚為止）完成一系列到達指定地點的任务。
過去需在指定地點簽到後以换取徽章，目前只要在指定日期時間內完成指定任務的其中6個即可自動取得。

### Field Test
Field Test是Niantic在2019年下半年推出的實驗性活動，由當地玩家社群組織舉辦。第一屆Field Test活動舉行日為2019年9月14日。 完成Field Test挑戰的玩家可獲得成就獎牌，參與地區每一項目挑戰達到前10%水平的玩家可獲得精英獎牌。

### Second Sunday
2024年8月之前在每个月的第二个星期天，完成六个不同任务的特工可获得Ingress Second Sunday徽章计数。
2024年9月之後，以Ops List執行，完成部份項目確認後即可獲得Second Sunday徽章計數。

## 评价
在2015年的日本游戏大奖上，《Ingress》获得了最佳游戏设计奖。

## 玩家数量
2015年Niantic向Tom's Guide透露目前有820万玩家。
而其他地偏遠區例如澳門、冰島也有3成玩家。

## 地图数据
原先Ingress 在中國大陸境内不能正确显示地理位置，其原因为中國大陆以国家安全为由要求所有境内地图测绘单位使用国家自行定制的GCJ-02 坐标系统，该系统对GPS使用的WGS84 坐标系统进行偏移，所以其地图与实际坐标有500米左右的偏移（即「火星坐标」）。
2016年7月，Ingress 的地标数据被运用于任天堂和Niantic Labs 共同开发的新游戏《精灵宝可梦GO》的道馆和精灵宝可梦商店的位置。
2017年12月开始，由于Niantic 无法承受使用Google Maps 的授权费用，将旗下两款游戏（另一款也就是Pokémon Go）的地图来源更改为OpenStreetMap。由于GPS坐标系统与OSM坐标系统使用的卫星坐标体系一致，因此坐标偏移问题得以解决。

## 電視動畫
2018年3月8日日本富士電視台於新作動畫發表會上公開將製作同名改編動畫，預計於2018年10月放送。並於發表會當日啟動官方網站和發布40秒短版PV。
動畫將由同遊戲公司旗下另一款遊戲「精靈寶可夢GO」的CG模組師櫻木優平擔任本作監督，此外在電視台進行動畫放送時，遊戲內也會有各種联动活動。

### 登場人物
- 翠川 诚（声优：中岛良树）
- 莎拉·科波拉 （声优：上田丽奈）
- 杰克·诺曼（声优：喜山茂雄）
- ADA（A Detection Algorithm）（声优：绪方惠美）
- 汉克·约翰逊（声优：佐佐木启夫）
- 克里斯托弗·布兰特（声优：新垣樽助）
- 刘天华（声优：鸟海浩辅）
- 国木田慈恩（声优：利根健太朗）

### 製作人員
- 原作：NIANTIC
- 監督：櫻木優平
- 副監督：入川慶也
- 劇本：月島總記、赤坂創
- 人物原案：本田雄
- CG監督：古川厚
- 美術監督：加藤浩、坂上裕文
- 美術監督輔助：新井帆海
- 攝影監督：野村達哉
- 音響監督：石井朋彦
- 音樂：
- 動畫制作：CRAFTAR

## Ingress Prime
2017年12月，Niantic Labs在Ingress Prime官网发布了Ingress Prime的宣传视频。对此，大多数玩家认为Ingress Prime就是玩家苦思久等的Ingress 2.0，但是否是Ingress 2.0以及和对现有Ingress账户内的道具是否共通仍需等待正式版发布。iOS的TestFlight版本已经被证明放出。2018年11月6日，Ingress Prime Android版作为旧版更新的方式登陆Google Play商店，但由于旧玩家对新界面和游戏方式的不满，Niantic Labs另外提供保留旧版界面的新应用Scanner [REDACTED]代替新版Ingress Prime安装使用。
Scanner [REDACTED]于2019年9月30日17:00(UTC)終止營運，Ingress Prime成為玩家遊玩Ingress的唯一选择。

## 注解
1. ↑  因「異常」與「不正常」同義，而「不正常」的台語（汉字：无正常，Allar發音：[bə tɕiŋ.ɕi̯ɔŋ]）发音類似现代标准汉语「魔鏡熊」（Allar發音：[mu̯o.tɕiŋ.ɕi̯ʊŋ]），因此又有人將 XM 異常事件戲稱為「魔鏡熊」